# Campionato francese di tennis 1901
Il Campionato francese di tennis 1901 (conosciuto oggi come Open di Francia o Roland Garros) è stato l'11ª edizione del Campionato francese di tennis, riservato ai tennisti francesi o residenti in Francia. Si è svolto a Parigi in Francia.
Il singolare maschile è stato vinto da André Vacherot, che si è imposto su Paul Lebréton. Il singolare femminile è stato vinto da Suzanne Girod, che ha battuto la connazionale Leroux. Nel doppio maschile si sono imposti André Vacherot e Marcel Vacherot.

## Seniors

### Singolare maschile
André Vacherot ha battuto in finale  Paul Lebréton

### Singolare femminile
Suzanne Girod ha battuto in finale  Leroux con il punteggio di 6–1, 6–1.

### Doppio maschile
André Vacherot /  Marcel Vacherot